# 大同學院 (滿洲國)

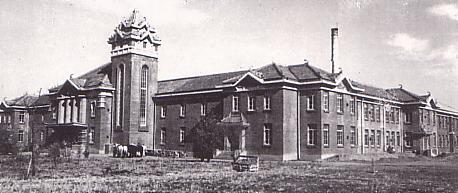
大同學院

大同學院，是滿州國首都新京（長春）南岭的培訓满洲国高级官吏的研修機關。

## 概要
1931年11月10日，在奉天成立了自治指導部，其任务是监督和指导各县行政，拼凑县一级政权。同时，并开办了自治指导训练所，专门培养政界骨干，作为管理各县政务的骨干。1932年1月11日招收学生20人，日本人12人，校址设在奉天大西门里原同泽女子中学校。1932年3月15日成立满洲国资政局，自治指导训练所改为资政局训练所。4月下旬，关东军派参谋本部的花谷正等人到日本东京、京都招募了大学及专门学校的毕业生80人作为资政局训练所的第二期学员。同时，将校址由奉天迁至新京南岭东北军炮兵第三营营房。6月20日，废除了资政局。大同學院成立於1932年7月1日，由資政局訓練所改稱設置而成，由国务院总务厅直辖，目的是培訓官員建設「王道樂土」。院长由伪国务院总务厅长驹井德三兼任。最初设第一部，专门招收大学毕业生，翌年设第二部，兼招满系中坚官吏。学制为三部制：第一部培训为一年；第二部为半年。第3期学生则利用了宽城子长春第二中学的校舍。
滿州國國務總理大臣鄭孝胥每月2次，滿洲國國務院總務廳長官駒井德三和次長阪谷希一每周1-3次對學生講課。
课程设置分三类：1.学术课：主要有建国精神、士道论、国防论、民族论、东亚文化史、形势、语学；2.训练课：军事、体育、击剑、马术；3.行政实习和社会考察。1937年，由退役陆军中将井上忠也博士任专职院长。每年4月份从日本和东北各地通过满洲国高等文官考试的应届大学毕业生入学，学制10个月，按月发薪。
學生入學的資格當初只限滿州國的官吏，後來滿洲國協和會和一些特殊團體的職員，在滿州國滅亡時有4000個學生畢業。
最有名的學生是韓國前總統崔圭夏。
1938年10月，满洲国政府修改了大同学院官制，学院直属国务总理大臣，并扩大为满高等官的训练所，又增加了建国论、官吏道、统治机构论、民族论、国际形势等课程，旨在培养“倾竭尽忠报国，协和奉公之赤诚”的官吏。除了培养行政官吏外，1942年3月又设立了大同学院研究所，专门培训政府、协和会及特殊会社的骨干。到1945年满洲国解散为止，大同学院共举办培训班19期，大同学院研究所举办2期，共向满洲国政府输送4000名“中坚骨干”，一半以上人员任简任官，许多人出任省长、次长、市长、厅长等官职。
1946年10月，学院并入国立长春大学。
大同學院教学楼建于1937年，由满洲国需用处营缮科设计，建筑面积31581平方米，工程造价155万元。主体建筑是一座带有塔楼的二层拐角红楼。 1954年，在此成立长春汽车拖拉机学院，1958年更名为吉林工业大学。2000年，原楼被拆除，在原址上盖起新的教学楼，现为吉林大学南岭校区。

## 組織
1940年（康徳7年）時點
- 總務部
  - 總務科、教務科
- 訓育部
  - 學生科、訓練科
- 統制部
  - 統制科、指導科

## 著名關係人

### 校友
- 崔圭夏（大韓民國前總統）
- 三原朝雄（國會議員）
- 川内亮通化縣副縣長（二期生。通化事件前被處死）
- 權逸（韓國國會議員、滿洲國裁判官、在日本大韩民国民团中央團長）
- 竹下重人（十五期生、律師）
- 杰尔格勒 - 辽宁省康平县蒙古族。 后任内蒙古自治区党委副书记兼内蒙古自治区人民政府副主席
- 陳錫卿（首任民選彰化縣長、臺灣省政府民政廳長）
- 梁肃戎（立法院长）

### 教職員
- 星野直樹
- 伊藤整一
- 平貞藏
- 藤井重郎
- 松木俠 - （學院長、第8代鶴岡市市長）